# Ficus dewolfii
Ficus dewolfii är en mullbärsväxtart som beskrevs av Pedern. och Romaniuc. Ficus dewolfii ingår i släktet fikonsläktet, och familjen mullbärsväxter. Inga underarter finns listade i Catalogue of Life.